# Roger Borniche
Roger Borniche (* 7. Juni 1919 in Vineuil-Saint-Firmin, Département Oise; † 16. Juni 2020 in Cannes, Département Alpes-Maritimes) war ein französischer Schriftsteller der zuvor Polizist und Privatdetektiv war.

## Leben
Roger Borniche, der ursprünglich Chanson-Sänger werden wollte, ging während der deutschen Besetzung Frankreichs im Zweiten Weltkrieg zur Polizei, um dem Arbeitsdienst im nationalsozialistischen Deutschland (service de travail obligatoire) zu entgehen, verließ die Polizei aber wieder, weil er nicht dem Vichy-Regime dienen wollte. Nach der Befreiung Frankreichs 1944 meldete er sich wieder und ging als Inspektor zur Sûreté nationale, wo er 567 gesuchte Schwerverbrecher festnahm. Borniche verstand es geschickt, Erfolge für sich zu reklamieren und arbeitete gut mit den Medien zusammen. Dennoch gilt er als Polizist, der mit außergewöhnlichen Methoden zu großen Erfolgen kam und wurde mit der Médaille d’Honneur de la Police und der Médaille des Actes de Courage à titre exceptionnel ausgezeichnet. Dies scheint seiner Karriere aber nicht unbedingt förderlich gewesen zu sein, die anscheinend Neider auf den Plan rief und schließlich unter unklaren Umständen zu Ende ging.
Am 30. Oktober 1941 heiratete Borniche in Clermont-Ferrand (Département Puy-de-Dôme) Marthe Juliènne Serieix und hatte mit ihr eine Tochter und einen Sohn.
Nach seinem Ausscheiden aus dem Polizei-Dienst 1956 erhielt Roger Borniche eine staatliche Lizenz als Privatdetektiv und eröffnete in Paris eine Agentur, die sich auf die Aufklärung von Versicherungsbetrug spezialisierte und bis heute existiert.
Seit Anfang der 1970er Jahre veröffentlichte er zahlreiche Kriminalromane, die zumeist Fälle aus seiner eigenen Berufspraxis wiedergaben. Er erhob dabei jedoch nicht den Anspruch, Dokumentationen oder Tatsachenberichte zu liefern, sondern bezeichnete seine Werke vielmehr als Kriminalromane und machte in seinen Vorworten entsprechende Rechtsvorbehalte bezüglich Personen und Namen. Dennoch kam es zu heftigen Reaktionen ehemaliger Kollegen und Vorgesetzter, die Borniche Eitelkeit und Prahlerei vorwarfen. Er beanspruche die Fahndungserfolge von Teams unberechtigterweise ausschließlich für sich.
Wegen des großen Erfolgs seiner Bücher zog Roger Borniche sich 1975 von seiner bisherigen Tätigkeit zurück und übergab die Leitung der Agentur seinem Sohn Christian. Seine Bücher wurden in zahlreiche Sprachen übersetzt, einige davon auch verfilmt. Borniche übersiedelte in die USA und widmete sich nur noch seinen schriftstellerischen Aktivitäten. 2003 lebte er mit seiner Frau in West Hollywood.

## Rezeption
Die Bücher, die in deutscher Übersetzung vorliegen, thematisieren in realistischer und ironisch-distanzierter Sprache u. a. Schwarzmarkt, Kollaboration (französische Miliz) und Résistance im von Deutschland besetzten Frankreich, die Situation im Frankreich der Vierten Republik (1946–1958) mit Kriegsgewinnlern, Korruption, Wohnungselend, Bandenkriminalität und einem Polizeiapparat, der durch politische Säuberungen und Intrigen geschwächt ist. Held ist der ehrgeizige junge Inspektor Borniche, der sich außer mit Gangstern mit der Bürokratie, den Rivalitäten zwischen den verschiedenen Polizeiapparaten und seinen karriereversessenen Vorgesetzten auch noch mit den Widrigkeiten des Alltags (langen Arbeitszeiten, stunden- und tagelangen oft erfolglosen Observationen bei schlechtem Wetter, schlechten Wohnbedingungen, niedrigem Gehalt, Vorbereitungen auf Prüfungen) herumzuschlagen hat. Er verabscheut die oft brutalen Methoden seiner Kollegen, trägt nie eine Waffe und setzt mehr auf seine Intuition, auf seine Informanten und das in den Archiven der Polizei vorhandene Wissen über die Unterwelt. Mit diesen Mitteln gelingen ihm spektakuläre Verhaftungen.

## Werke (Auswahl)
- Flic Story. 1975. 
  - Deutsch: Duell in sechs Runden. Fischer Taschenbuch Verlag, Frankfurt/M. 1977, ISBN 3-596-21883-7.
- Le Gang. 1975.
  - Deutsch: Elf Uhr nachts. Fischer Taschenbuch Verlag, Frankfurt/M. 1976, ISBN 3-596-28354-X
  - Deutsch: Pierrot le Fou ist nicht zu fassen. Fischer Taschenbuch Verlag, Frankfurt/M. 1979, ISBN 3-596-22601-5-
- Le Play-boy. 1976.
  - Deutsch: Tatort Côte d’Azur. Fischer Taschenbuch Verlag, Frankfurt/M. 1981, ISBN 3-596-22619-8.
- L'Indic. 1977.
  - Deutsch: Der Spitzel. Fischer Taschenbuch Verlag, Frankfurt/M. 1980, ISBN 3-596-28382-5.
- René la Canne. 1977.
  - Deutsch: Schach und Matt. Fischer Taschenbuch Verlag, Frankfurt/M. 1989, ISBN 3-596-28355-8.
- L'Archange. 1978.
  - Deutsch: Der Erzengel. Heyne-Verlag, München 1984, ISBN 3-453-10517-6.
- Le Gringo. 1980.
  - Deutsch: Der Gringo. Heyne-Verlag, München 1984, ISBN 3-453-10546-X.
- Le Maltais. 1981.
  - Deutsch: Der Malteser. Heyne-Verlag, München 1985, ISBN 3-453-10610-5.
- Le Ricain. 1981.
  - Deutsch: Der Amerikaner. Heyne-Verlag, München 1984, ISBN 3-453-10482-X.
- Le Tigre. 1982.
  - Deutsch: Der Tiger. Heyne-Verlag, München 1985, ISBN 3-453-10696-2.
- Le Boss. 1983.
  - Deutsch: Der Boss. Heyne-Verlag, München 1985, ISBN 3-453-10728-4.
- Vol d'un nid de bijoux. 1985. 
  - Heisse Juwelen. Heyne Verlag, München 1988, ISBN 3-453-00897-9.
- L'Affaire de la môme Moineau. 1986.
- Le Coréen. 1987.
- La cible. 1989.
- Kidnapping. 1990.
- Frenchie. Un Français au cœur de la filière californienne. 1991.
- Le privé. 1996.
- Homicide boulevard. Los Angeles. 1998.
- Dossiers très privés. Nouvelles. 1999.

## Filmografie
- 1975: Flic Story - Duell in sechs Runden (Flic Story)
- 1976: Die Gang (Le Gang)
- 1976: Die wilden Mahlzeiten
- 1983: Der Spitzel (L'Indic)